# Titularbistum Amida degli Armeni
Amida degli Armeni ist ein Titularbistum der katholischen Kirche, das vom Papst an Titularbischöfe aus der mit Rom unierten Armenisch-Katholischen Kirche vergeben wird. 
Es geht zurück auf einen untergegangenen Bischofssitz in der gleichnamigen antiken Stadt, die in der römischen Provinz Mesopotamia lag.
| Titularbischöfe von Amida degli Armeni |                                            |                                                                     |                   |               |
| Nr.                                    | Name                                       | Amt                                                                 | von               | bis           |
| 1                                      | Grégoire Ghabroyan ICPB (Krikor Ghabroyan) | Apostolischer Vikar von Frankreich (Frankreich)                     | 3. Januar 1977    | 30. Juni 1986 |
| 2                                      | Lévon Zékian                               | Apostolischer Administrator sede plena von Istanbul                 | 21. Mai 2014      | 21. März 2015 |
| 3                                      | Kévork Assadourian                         | Weihbischof in der armenisch-katholischen Eparchie Beirut (Libanon) | 5. September 2015 |               |